# Hyllus lacertosus
Hyllus lacertosus är en spindelart som först beskrevs av Koch C.L. 1846.  Hyllus lacertosus ingår i släktet Hyllus och familjen hoppspindlar. Inga underarter finns listade i Catalogue of Life.